# 基特·西蒙斯
克里斯托弗·杰里迈亚·"基特"·西蒙斯（英語：Christopher Jeremiah "Kit" Symons，1971年3月8日—）是一名在英格蘭出生的前足球運動員，場上司職後衛，由於父親來自卡的夫，曾代表威爾斯參加國際賽。退役後擔任教練工作，曾分別在水晶宮、和富咸短暫擔任看守領隊，其後正式任教富咸是他的首份全職領隊工作。2015年11月8日，志切爭取升班的東主舍希德·汗（Shahid "Shad" Khan）於球球負於伯明翰城後，聯賽榜僅排第12位，撤除施蒙斯的職務。
施蒙斯作為一名職業球員時，為效力的首三間球會、曼城和富咸分別上陣超過100場，而在第四間球會水晶宮退役及步上管理之路。他亦為威爾斯上陣36場及射入2球。

## 外部連結
- 足球数据库：基特·西蒙斯的球员统计数据